# Virvytė
Virvytė (žemaitsky Virvītė litevsky někdy také nazývaná Virvyčia, od pramene do jezera Paršežeris pod názvem Upstas, mezi Paršežerisem a jezerem Lūkstas pod názvem Sietuvos, dále až k jezeru Biržulis pod názvem Varnelė) je řeka na severu Žemaitska, pramení v mokřadu "Ežero pelkė" 3 km na východ od města Laukuvy, okres Šilalė. Protéká okresy Šilalė, Telšiai a Mažeikiai. Teče na sever, dále na severozápad, protéká Paršežerisem, mokřady Paršežerio pelkė a Sietuvos pelkė, jezerem Lūkstas, mokřadem Debesno pelkė, městem Varniai, mokřadem Degėsių-Vartuvos pelkė, jezerem Biržulis, mokřadem Pabiržulio pelkė, městysem Tryškiai a za vsí Gyvoliai u vsi Santekliai se vlévá do Venty 224 km od jejího ústí do Baltského moře jako její levý přítok. Šířka koryta v horním a středním toku 4 - 12 m, v dolním toku do 30 m. Hloubka 0,5 - 1 m. Rychlost toku v horním toku 0,2 — 0,4 m/s, ve středním a dolním toku 0,5 — 0,9 m/s. Šířka říčního údolí v horním toku je 50 — 60 m, v dolním toku do 800 m. Na jaře řekou proteče 39 %, v létě 10 %, na podzim 22 % a v zimě 29 % celkového ročního průtoku. Na řece bylo 13 vodních mlýnů a 6 hydroelektráren. V současnosti je na řece 8 vodních mlýnů a 4 hydroelektrárny.

## Přítoky
- Do/z jezera Paršežeris (odtok pod názvem Sietuvos):

| Hydrologické pořadí | Řeka         | Délka (km) | Povodí (km²) | Ústí kde   | Koordináty ústí                  |
| ------------------- | ------------ | ---------- | ------------ | ---------- | -------------------------------- |
| 30010740/ 30010755  | Upstas/P - 1 | 4,4        | 3,9          | Požerė     | 55°38′20″ s. š., 22°17′50″ v. d. |
| 30010754            | Raudis       | 4,5        | 4,9          | Požerė     | 55°38′28″ s. š., 22°17′59″ v. d. |
| 30010740/ 30010753  | Sietuvos     | 3,6        | 26,0         | Burbiškiai | 55°39′12″ s. š., 22°17′40″ v. d. |

- Do/z jezera Lūkstas (odtok pod názvem Varnelė):

| Hydrologické pořadí | Řeka                   | Délka (km) | Povodí (km²) | Ústí kde   | Koordináty ústí                  |
| ------------------- | ---------------------- | ---------- | ------------ | ---------- | -------------------------------- |
| 30010740/ 30010753  | Sietuvos               | 3,6        | 26,0         | Čepaičiai  | 55°40′44″ s. š., 22°18′41″ v. d. |
| 30010756            | Garduva neboli Gardena | 2,8        | 3,8          | Gatautiškė |                                  |
| 30010757            | Domantas               | 5,6        | 11,0         | Kulšiškiai | 55°43′9″ s. š., 22°18′37″ v. d.  |
| 30010740/ 30010752  | Varnelė                | 11,2       | 94,2         | Graužai    | 55°43′25″ s. š., 22°21′49″ v. d. |

- Levý přítok Varnelė:

| Hydrologické pořadí | Řeka                   | Délka (km) | Povodí (km²) | Vzdálenost od ústí (km) | Ústí kde | Koordináty ústí                 |
| ------------------- | ---------------------- | ---------- | ------------ | ----------------------- | -------- | ------------------------------- |
|                     | Rūvelis neboli Rūvalis | 3,0        | 2,7          | 5,7                     |          | 55°45′1″ s. š., 22°22′36″ v. d. |

- Do/z jezera Biržulis (odtok pod názvem Virvytė/Virvyčia):

| Hydrologické pořadí | Řeka             | Délka (km) | Povodí (km²) | Ústí kde                                                      | Koordináty ústí                  |
| ------------------- | ---------------- | ---------- | ------------ | ------------------------------------------------------------- | -------------------------------- |
| 30010741            | B - 1            | 1,7        | 1,9          | Paežeris                                                      | 55°46′13″ s. š., 22°27′2″ v. d.  |
| 30010742            | B - 2            | 4,2        | 7,9          | Gaideliai                                                     | 55°45′55″ s. š., 22°26′51″ v. d. |
| 30010743            | Nakačia          | 20,6       | 80,4         | Šakalinė                                                      | 55°45′28″ s. š., 22°25′52″ v. d. |
| 30010740/ 30010752  | Varnelė          | 11,2       | 94,2         | Kūjainiai (delta ze 3 větví: koordináty nejsevernější větve:) | 55°45′59″ s. š., 22°26′0″ v. d.  |
| 30010740            | Virvytė/Virvyčia | 99,7       | 1134,2       | Pabiržulis                                                    | 55°46′48″ s. š., 22°26′16″ v. d. |

- Levé:

| Hydrologické pořadí | Řeka                            | Délka (km) | Povodí (km²) | Vzdálenost od ústí (km) | Ústí kde    | Koordináty ústí                  |
| ------------------- | ------------------------------- | ---------- | ------------ | ----------------------- | ----------- | -------------------------------- |
| 30010759            | Sengovija neboli Govijos upelis | 1,2        | 10,1         | 96,6                    | Karkliškiai | 55°46′56″ s. š., 22°24′27″ v. d. |
| 30010771            | Rešketa                         | 18,6       | 84,3         | 92,5                    |             | 55°48′12″ s. š., 22°22′15″ v. d. |
| 30010779            | Skaryčia                        | 6,1        | 13,2         | 90,2                    |             | 55°49′10″ s. š., 22°22′3″ v. d.  |
| 30010785            | Ringys                          | 4,9        | 4,5          | 75,6                    |             | 55°51′59″ s. š., 22°25′12″ v. d. |
| 30010825            | Patekla                         | 19,2       | 346,4        | 45,0                    | Ubiškė      | 55°59′50″ s. š., 22°31′55″ v. d. |
| 30010863            | Valkas                          | 4,1        | 4,4          | 41,2                    |             |                                  |
| 30010864            | Juodupis                        | 9,9        | 25,2         | 33,9                    |             |                                  |
| 30010868            | Degupis                         | 3,3        | 3,7          | 27,4                    |             |                                  |
| 30010869            | V - 1                           | 3,3        | 4,5          | 26,9                    |             |                                  |
| 30010871            | Lūžupis                         | 8,2        | 8,5          | 14,5                    |             |                                  |
| 30010873            | Būgenis                         | 14,5       | 60,8         | 13,9                    |             |                                  |
| 30010881            | Trimsėdis                       | 18,3       | 63,0         | 10,9                    |             |                                  |

- Pravé:

| Hydrologické pořadí | Řeka    | Délka (km) | Povodí (km²) | Vzdálenost od ústí (km) | Ústí kde   | Koordináty ústí                  |
| ------------------- | ------- | ---------- | ------------ | ----------------------- | ---------- | -------------------------------- |
| 30010758            | V - 14  | 3,4        | 2,2          | 99,0                    | Pabiržulis | 55°47′8″ s. š., 22°25′27″ v. d.  |
| 30010761            | V - 12  | 3,1        | 5,2          | 94,7                    | Daktariškė | 55°47′54″ s. š., 22°23′50″ v. d. |
| 30010762            | Druja   | 5,5        | 55,4         | 94,6                    | Daktariškė | 55°47′55″ s. š., 22°23′44″ v. d. |
| 30010783            | V - 10  | 2,8        | 4,3          | 78,8                    |            |                                  |
| 30010784            | V - 8   | 2,9        | 1,9          | 77,9                    |            |                                  |
| 30010786            | V - 6   | 2,8        | 2,4          | 67,4                    |            |                                  |
| 30010787            | Vaidys  | 7,7        | 24,7         | 60,5                    |            | 55°55′49″ s. š., 22°30′56″ v. d. |
| 30010791            | Upyna   | 13,6       | 83,3         | 49,6                    | Kaunatava  | 55°58′31″ s. š., 22°33′57″ v. d. |
| 30010824            | V - 4   | 5,0        | 5,9          | 48,0                    |            |                                  |
| 30010867            | Tryškys | 7,1        | 8,8          | 32,5                    |            |                                  |
| 30010888            | V - 2   | 2,5        | 1,9          | 6,4                     |            |                                  |

## Galerie

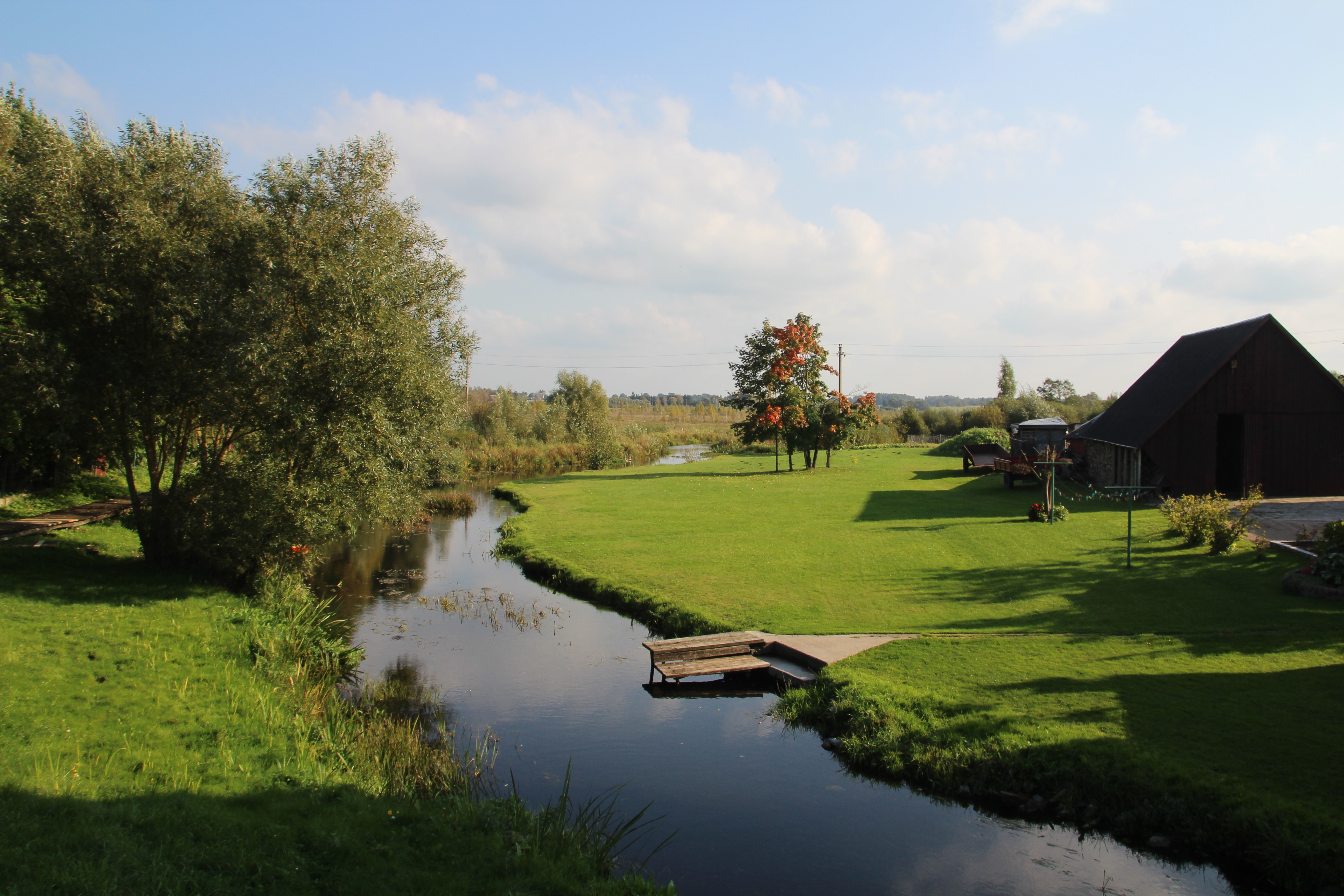
Varnelė (název horního toku řeky Virvytė) u města Varniai
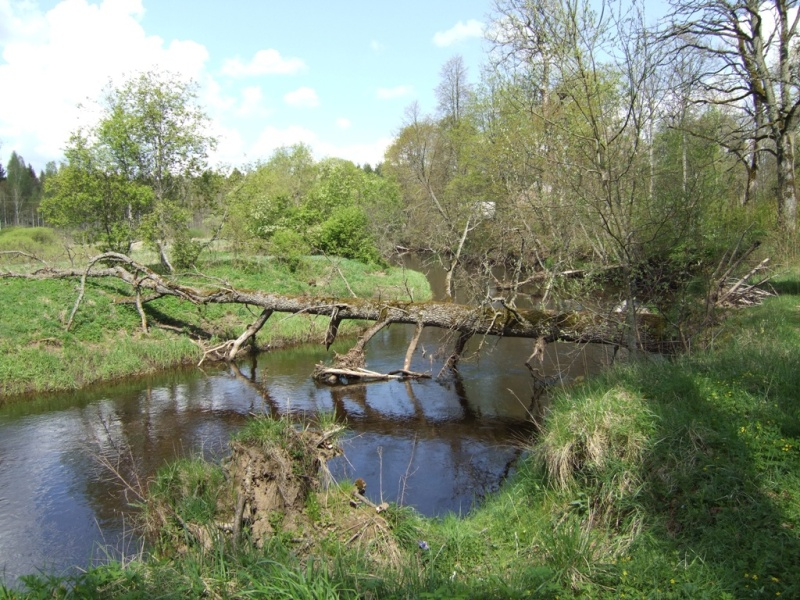
Virvytė s „přirozeným“ mostem
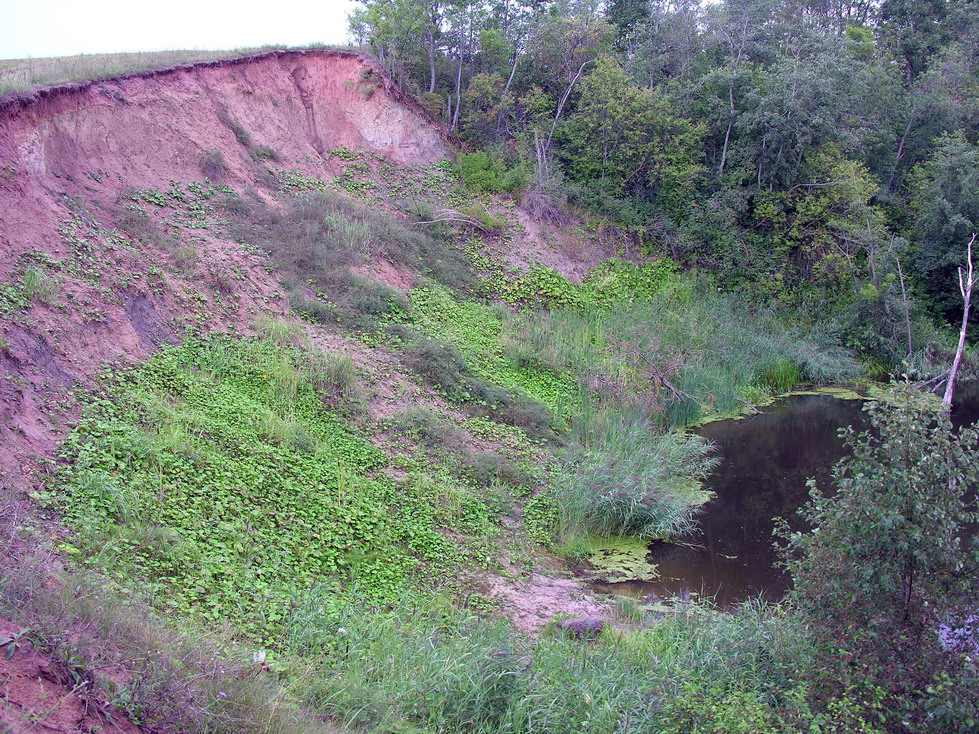
Eroze břehu
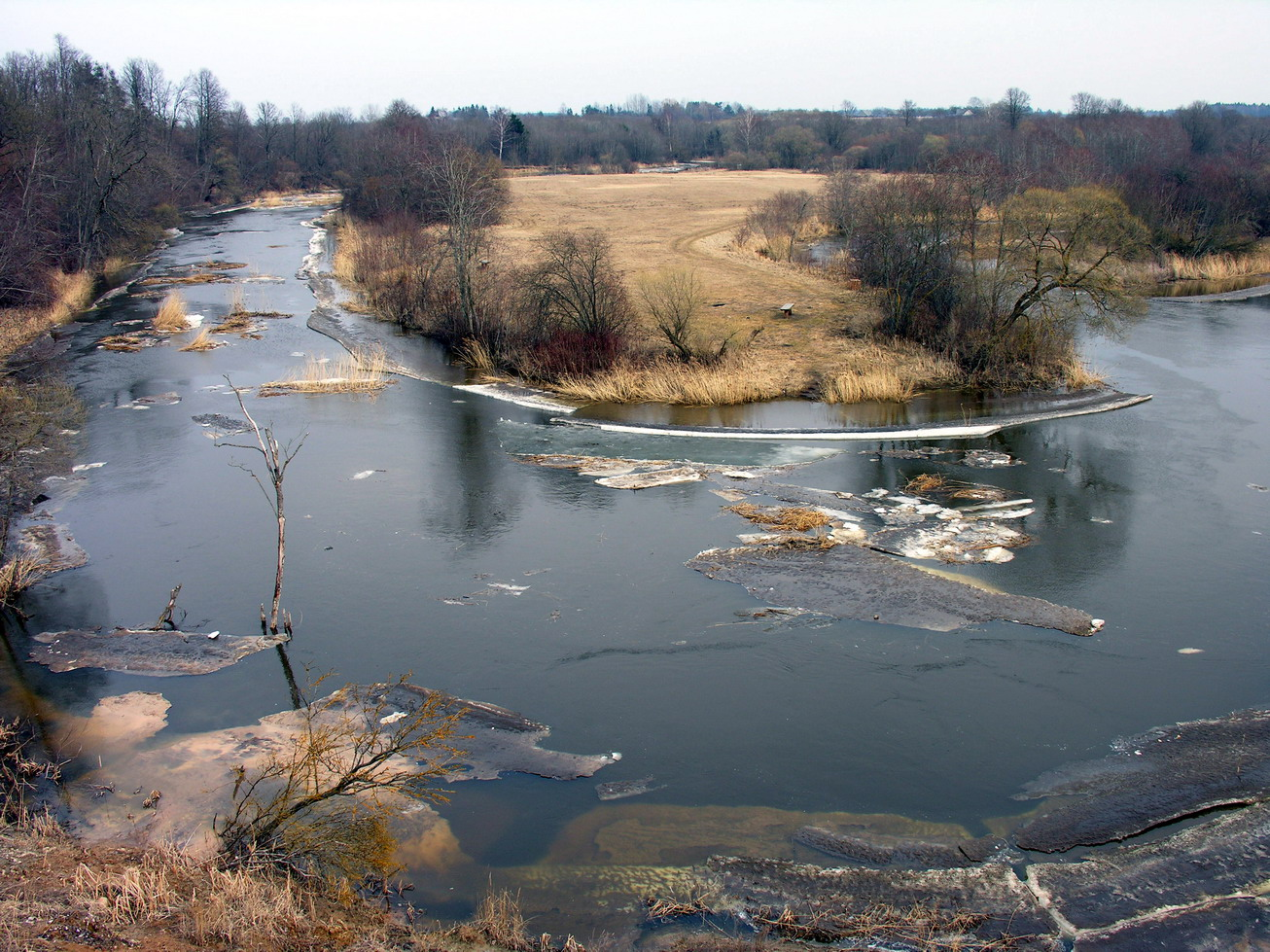
Klička řeky Virvytė u obce Pavirvytė v zimě
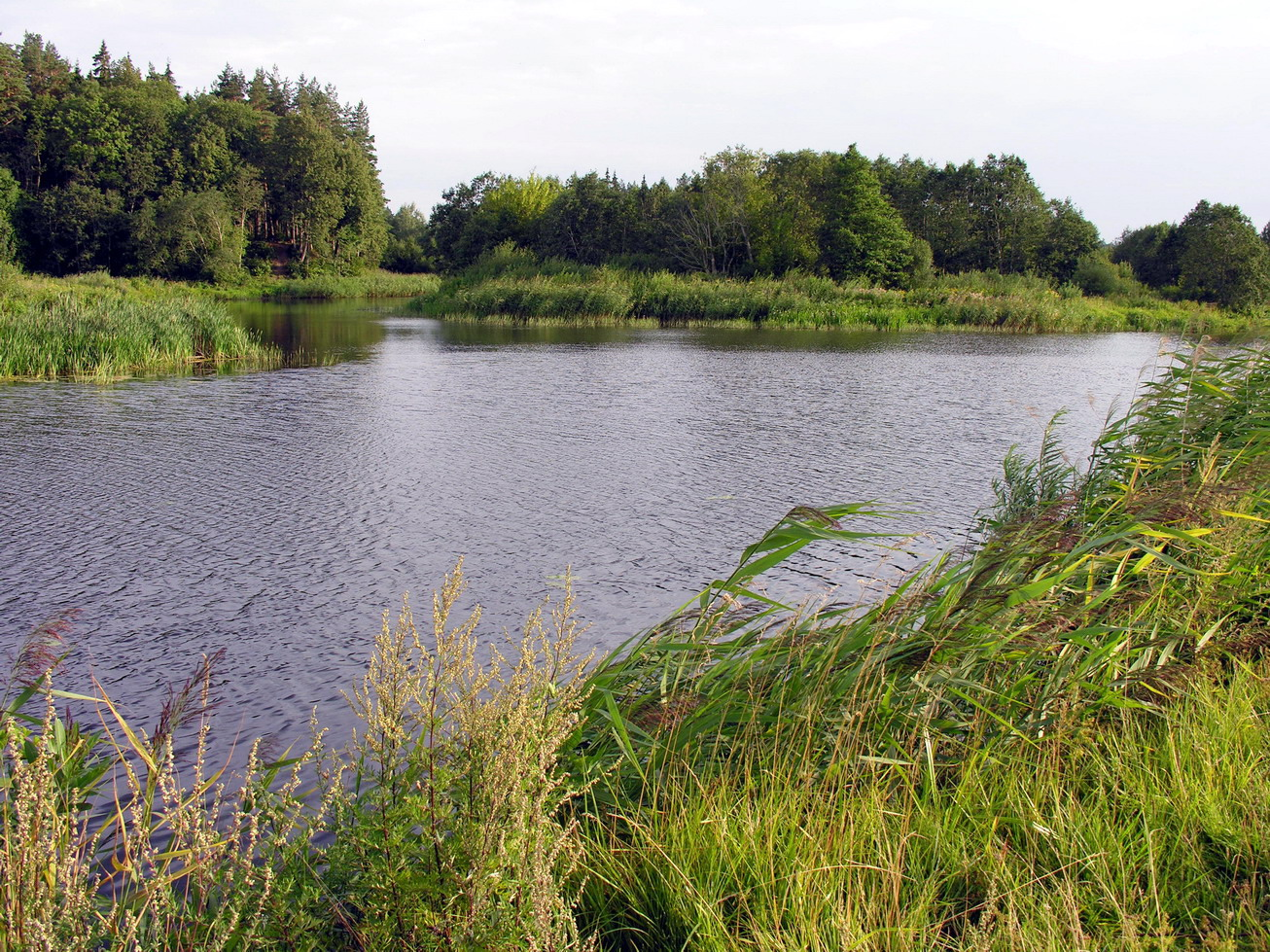
Soutok řek Virvytė (na obr. vlevo) a Venta u vsi Santekliai
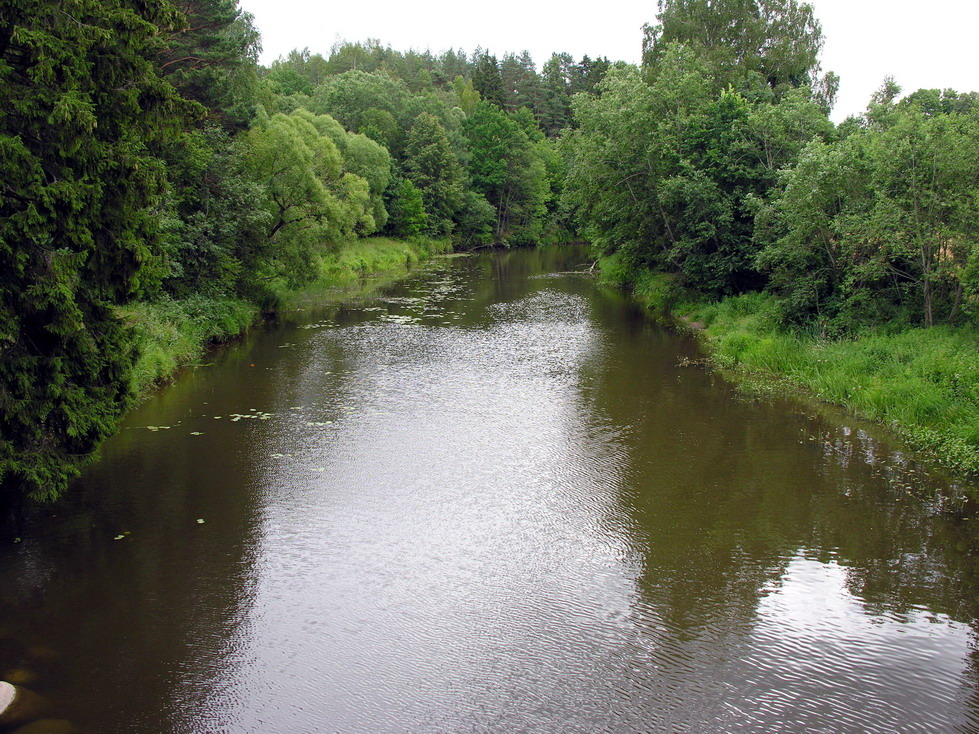
Virvytė u vsi Gyvoliai
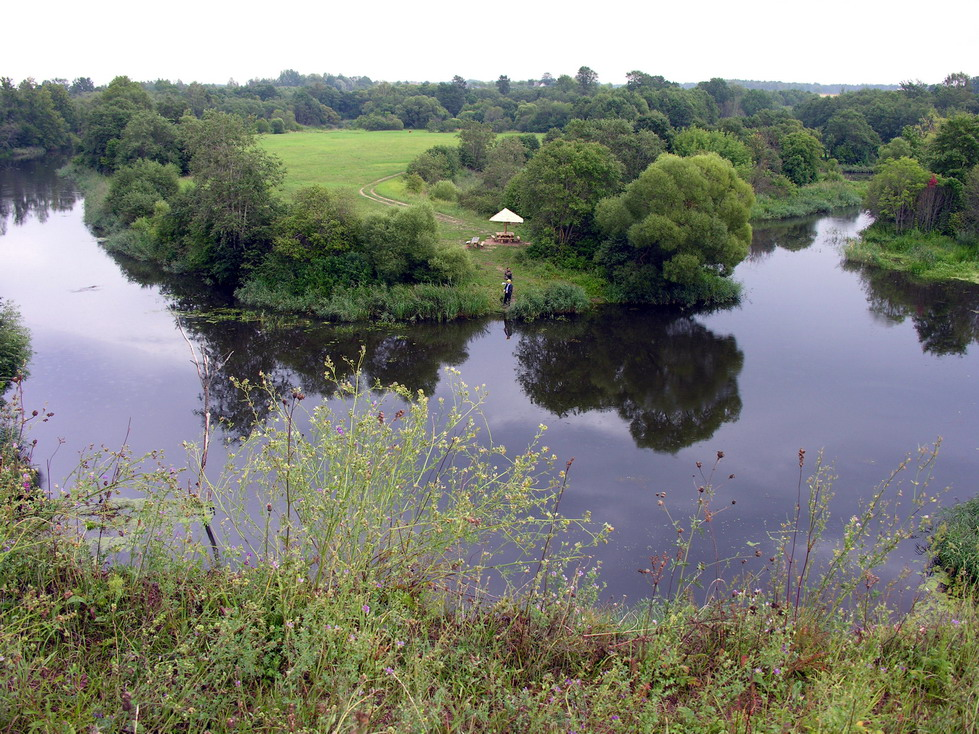
Totéž místo v létě
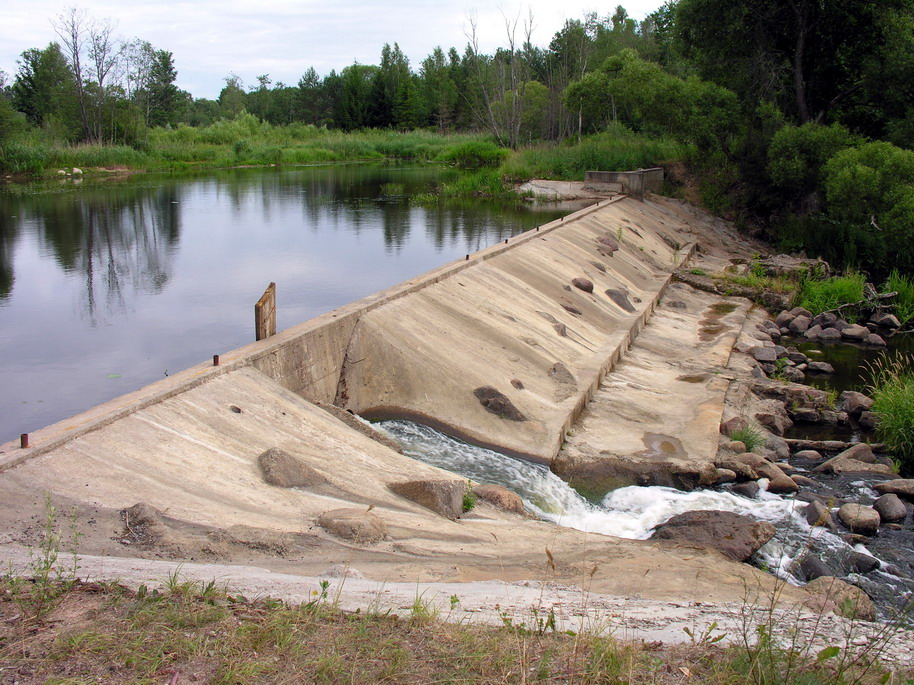
Hráz hydroelektrárny u obce Skleipiai